# Fredede bygninger i Viborg Kommune
Denne liste over fredede bygninger i Viborg Kommune viser alle fredede bygninger i Viborg Kommune, bortset fra kirker. Listen bygger på data fra Kulturarvsstyrelsen.
| Sagsnavn                            | Komplekstype                | Opførelsesår | Adresse                              | Koordinater                                 | Fredningsår (1. fredning) | ID (Link til Kulturarv.dk) | Billede     |
| ----------------------------------- | --------------------------- | ------------ | ------------------------------------ | ------------------------------------------- | ------------------------- | -------------------------- | ----------- |
| 2. Generalkommando                  | Kontorbygning/offentlig     | 1913         | Sct. Mathias Gade 96B, 8800 Viborg   | 56°26′59″N 9°24′47″Ø / 56.44962°N 9.41311°Ø |                           | 791-68088-1                | Upload foto |
| 2. Generalkommando                  | Kontorbygning/offentlig     | 1913         | Sct. Mathias Gade 96B, 8800 Viborg   | 56°26′59″N 9°24′47″Ø / 56.44962°N 9.41311°Ø |                           | 791-68088-2                | Upload foto |
| Bispegården                         | Længehus                    | 1726         | Domkirkestræde 1A, 8800 Viborg       | 56°27′01″N 9°24′49″Ø / 56.45020°N 9.41373°Ø |                           | 791-18900-2                | Upload foto |
| Bispegården                         | Længehus                    | 1726         | Domkirkestræde 1A, 8800 Viborg       | 56°27′01″N 9°24′49″Ø / 56.45020°N 9.41373°Ø |                           | 791-18900-3                | Upload foto |
| Bispegården                         |                             | 1726         | Domkirkestræde 1, 8800 Viborg        | 56°27′01″N 9°24′49″Ø / 56.45041°N 9.41357°Ø |                           | 791-18900-1                | Upload foto |
| Bruunshaab gamle Papfabrik          | Fabrik/museum               | 1825         | Vinkelvej 93B, 8800 Viborg           | 56°25′23″N 9°26′45″Ø / 56.42300°N 9.44582°Ø |                           | 791-230915-1               | Upload foto |
| Bruunshaab gamle Papfabrik          |                             | 1909         | Vinkelvej 93B, 8800 Viborg           | 56°25′23″N 9°26′45″Ø / 56.42300°N 9.44582°Ø |                           | 791-230915-2               | Upload foto |
| Bruunshaab gamle Papfabrik          |                             | 1946         | Vinkelvej 93B, 8800 Viborg           | 56°25′23″N 9°26′45″Ø / 56.42300°N 9.44582°Ø |                           | 791-230915-3               | Upload foto |
| Bruunshaab gamle Papfabrik          |                             | 1942         | Vinkelvej 93B, 8800 Viborg           | 56°25′23″N 9°26′45″Ø / 56.42300°N 9.44582°Ø |                           | 791-230915-4               | Upload foto |
| Bruunshaab gamle Papfabrik          |                             | 1946         | Vinkelvej 93B, 8800 Viborg           | 56°25′23″N 9°26′45″Ø / 56.42300°N 9.44582°Ø |                           | 791-230915-5               | Upload foto |
| Bruunshaab gamle Papfabrik          |                             | 1942         | Vinkelvej 93B, 8800 Viborg           | 56°25′23″N 9°26′45″Ø / 56.42300°N 9.44582°Ø |                           | 791-230915-7               | Upload foto |
| Bruunshaab gamle Papfabrik          | Skorsten                    | 1909         | Vinkelvej 93B, 8800 Viborg           | 56°25′23″N 9°26′45″Ø / 56.42300°N 9.44582°Ø |                           | 791-230915--1              | Upload foto |
| Brænderigården, Sindsygehospital    | Bygning til kontor/handel   | 1840         | Riddergade 8, 8800 Viborg            | 56°27′00″N 9°24′56″Ø / 56.44996°N 9.41549°Ø |                           | 791-178118-1               | Upload foto |
| Den gamle Hovedvagt                 |                             | 1877         | Ll. Sct. Hans Gade 20, 8800 Viborg   | 56°27′08″N 9°24′31″Ø / 56.45233°N 9.40848°Ø |                           | 791-38677-1                | Upload foto |
| Den gamle Latinskole                | Sidefløj (nordfløj)         | 1731         | Nytorvgyde 6, 8800 Viborg            | 56°27′03″N 9°24′40″Ø / 56.45087°N 9.41100°Ø |                           | 791-74762-3                | Upload foto |
| Den gamle Latinskole                | Kommuenal administration    | 1736         | Sct. Mogens Gade 1, 8800 Viborg      | 56°27′03″N 9°24′40″Ø / 56.45074°N 9.41114°Ø |                           | 791-74762-1                | Upload foto |
| Den gamle Latinskole                | Sidefløj (sydfløj)          | 1736         | Sct. Mogens Gade 1, 8800 Viborg      | 56°27′03″N 9°24′40″Ø / 56.45074°N 9.41114°Ø |                           | 791-74762-2                | Upload foto |
| Den gamle Latinskole                |                             | 1731         | Sct. Mogens Gade 1, 8800 Viborg      | 56°27′03″N 9°24′40″Ø / 56.45074°N 9.41114°Ø |                           | 791-74762-21               | Upload foto |
| Det Zahrtmannske Hus                | Forhus/sidehus/baghus       | 1790         | Sct. Mogens Gade 26A, 8800 Viborg    | 56°27′09″N 9°24′43″Ø / 56.45245°N 9.41194°Ø |                           | 791-70902-1                | Upload foto |
| Det Zahrtmannske Hus                | Udhus                       | 1790         | Sct. Mogens Gade 26A, 8800 Viborg    | 56°27′09″N 9°24′43″Ø / 56.45245°N 9.41194°Ø |                           | 791-70902-2                | Upload foto |
| Det Zahrtmannske Hus                | Udhus                       | 1790         | Sct. Mogens Gade 26A, 8800 Viborg    | 56°27′09″N 9°24′43″Ø / 56.45245°N 9.41194°Ø |                           | 791-70902-3                | Upload foto |
| Exercerhuset                        | Eksercerhus                 | 1875         | Rødevej 4, 8800 Viborg               | 56°27′14″N 9°24′25″Ø / 56.45386°N 9.40707°Ø |                           | 791-87589-1                | Upload foto |
| Friedenreichs Gård, Stiftamtsgården | Statsamtsbygning            | 1757         | St. Sct. Hans Gade 2, 8800 Viborg    | 56°27′05″N 9°24′33″Ø / 56.45131°N 9.40930°Ø |                           | 791-38812-1                | Upload foto |
| Friedenreichs Gård, Stiftamtsgården | Havehus for godsejer        | 1757         | St. Sct. Hans Gade 2, 8800 Viborg    | 56°27′05″N 9°24′33″Ø / 56.45131°N 9.40930°Ø |                           | 791-38812-3                | Upload foto |
| Grønhøj Kro                         |                             | 1846         | Grønhøj Skivevej 26, 7470 Karup J    | 56°22′03″N 9°12′34″Ø / 56.36737°N 9.20951°Ø |                           | 791-210682-1               | Upload foto |
| Grønhøj Kro                         |                             | 1903         | Grønhøj Skivevej 26, 7470 Karup J    | 56°22′03″N 9°12′34″Ø / 56.36737°N 9.20951°Ø |                           | 791-210682-3               | Upload foto |
| Gråbrødre Kloster, Hospitalet       |                             | 1478         | Sct. Mogens Gade 16A, 8800 Viborg    | 56°27′07″N 9°24′44″Ø / 56.45194°N 9.41216°Ø |                           | 791-70805-1                | Upload foto |
| Gråbrødre Kloster, Hospitalet       | Længehus                    | 1378         | Sct. Mogens Gade 16C, 8800 Viborg    | 56°27′07″N 9°24′44″Ø / 56.45190°N 9.41228°Ø |                           | 791-70805-2                | Upload foto |
| Hald                                | Hovedhuset                  | 1760         | Ravnsbjergvej 76, 8800 Viborg        | 56°23′35″N 9°20′36″Ø / 56.39305°N 9.34347°Ø |                           | 791-1641-1                 | Upload foto |
| Hald                                | Orangerier                  | 1750         | Ravnsbjergvej 76, 8800 Viborg        | 56°23′35″N 9°20′36″Ø / 56.39305°N 9.34347°Ø |                           | 791-1641-5                 | Upload foto |
| Hald                                | Kapelfløjen                 | 1750         | Ravnsbjergvej 76, 8800 Viborg        | 56°23′35″N 9°20′36″Ø / 56.39305°N 9.34347°Ø |                           | 791-1641-6                 | Upload foto |
| Holmgård                            |                             | 1750         | Herredsvejen 56, 8832 Skals          | 56°35′08″N 9°27′40″Ø / 56.58562°N 9.46123°Ø |                           | 791-212996-1               | Upload foto |
| Karmark Mølle                       |                             | 1630         | Karmark Møllevej 2, 8850 Bjerringbro | 56°26′25″N 9°45′18″Ø / 56.44034°N 9.75487°Ø |                           | 791-201259-1               | Upload foto |
| Karmark Mølle                       |                             | 1865         | Karmark Møllevej 2, 8850 Bjerringbro | 56°26′25″N 9°45′18″Ø / 56.44034°N 9.75487°Ø |                           | 791-201259-2               | Upload foto |
| Karmark Mølle                       |                             | 1803         | Karmark Møllevej 2, 8850 Bjerringbro | 56°26′25″N 9°45′18″Ø / 56.44034°N 9.75487°Ø |                           | 791-201259-3               | Upload foto |
| Karmark Mølle                       |                             | 1550         | Karmark Møllevej 2, 8850 Bjerringbro | 56°26′25″N 9°45′18″Ø / 56.44034°N 9.75487°Ø |                           | 791-201259-4               | Upload foto |
| Karnapgården                        | Forhus/sidehus/baghus       | 1643         | Sct. Mogens Gade 31A, 8800 Viborg    | 56°27′11″N 9°24′43″Ø / 56.45318°N 9.41187°Ø |                           | 791-70937-1                | Upload foto |
| Karnapgården                        | Forhus/sidehus/baghus       | 1900         | Sct. Mogens Gade 31B, 8800 Viborg    | 56°27′12″N 9°24′43″Ø / 56.45322°N 9.41190°Ø |                           | 791-70937-3                | Upload foto |
| Karnapgården                        | Forhus/sidehus/baghus       | 1930         | Sct. Mogens Gade 31C, 8800 Viborg    | 56°27′12″N 9°24′43″Ø / 56.45323°N 9.41182°Ø |                           | 791-70937-2                | Upload foto |
| Lynderupgård                        |                             | 1552         | Østervej 1, 8832 Skals               | 56°33′57″N 9°19′28″Ø / 56.56592°N 9.32453°Ø |                           | 791-213525-2               | Upload foto |
| Lynderupgård                        |                             | 1552         | Østervej 3, 8832 Skals               | 56°33′55″N 9°19′33″Ø / 56.56533°N 9.32580°Ø |                           | 791-213525-1               | Upload foto |
| Morvilles Gård                      | Længehus                    | 1880         | Sct. Mogens Gade 8, 8800 Viborg      | 56°27′05″N 9°24′41″Ø / 56.45126°N 9.41140°Ø |                           | 791-70716-1                | Upload foto |
| Mønsted Kalkværk                    |                             | 1832         | Kalkværksvej 8, 7850 Stoholm Jyll    | 56°27′24″N 9°09′58″Ø / 56.45673°N 9.16619°Ø |                           | 791-206838-7               | Upload foto |
| Nytorv 4                            | Forhus                      | 1760         | Nytorv 4, 8800 Viborg                |                                             |                           | 791-74762-9                | Upload foto |
| Nytorv 6                            | Forhus                      | 1900         | Nytorv 6, 8800 Viborg                | 56°27′03″N 9°24′37″Ø / 56.45077°N 9.41015°Ø |                           | 791-74762-10               | Upload foto |
| Palstrup                            |                             | 1918         | Palstrupvej 25, 8840 Rødkærsbro      | 56°19′18″N 9°31′02″Ø / 56.32157°N 9.51713°Ø |                           | 791-201892-1               | Upload foto |
| Palstrup                            |                             | 1784         | Palstrupvej 25, 8840 Rødkærsbro      | 56°19′18″N 9°31′02″Ø / 56.32157°N 9.51713°Ø |                           | 791-201892-11              | Upload foto |
| Sankt Mogensgade 3                  |                             | 1735         | Sct. Mogens Gade 3, 8800 Viborg      | 56°27′04″N 9°24′40″Ø / 56.45101°N 9.41114°Ø |                           | 791-70686-11               | Upload foto |
| Sankt Mogensgade 7                  | Længehus, Den Hauchske Gård | 1520         | Sct. Mogens Gade 7, 8800 Viborg      | 56°27′05″N 9°24′40″Ø / 56.45140°N 9.41118°Ø |                           | 791-70694-1                | Upload foto |
| Sankt Mogensgade 9 A                | Gavlhus, Villadsens Gård    | 1520         | Sct. Mogens Gade 9A, 8800 Viborg     | 56°27′06″N 9°24′41″Ø / 56.45159°N 9.41129°Ø |                           | 791-70732-1                | Upload foto |
| Sankt Mogensgade 11                 | Forhus                      | 1726         | Sct. Mogens Gade 11, 8800 Viborg     | 56°27′06″N 9°24′41″Ø / 56.45169°N 9.41135°Ø |                           | 791-70759-1                | Upload foto |
| Sankt Mogensgade 28-30              | Forhus                      | 1750         | Rosenstræde 1A, 8800 Viborg          | 56°27′10″N 9°24′44″Ø / 56.45271°N 9.41211°Ø |                           | 791-70929-4                | Upload foto |
| Sankt Mogensgade 28-30              | Forhus                      | 1750         | Sct. Mogens Gade 28A, 8800 Viborg    | 56°27′10″N 9°24′43″Ø / 56.45279°N 9.41202°Ø |                           | 791-70929-1                | Upload foto |
| Sankt Mogensgade 28-30              | Forhus                      | 1750         | Sct. Mogens Gade 28B, 8800 Viborg    | 56°27′10″N 9°24′43″Ø / 56.45286°N 9.41202°Ø |                           | 791-70929-2                | Upload foto |
| Sankt Mogensgade 28-30              | Forhus                      | 1750         | Sct. Mogens Gade 28C, 8800 Viborg    | 56°27′10″N 9°24′43″Ø / 56.45276°N 9.41207°Ø |                           | 791-70929-3                | Upload foto |
| Sankt Mogensgade 28-30              | Forhus                      | 1750         | Sct. Mogens Gade 30A, 8800 Viborg    | 56°27′11″N 9°24′45″Ø / 56.45292°N 9.41239°Ø |                           | 791-70929-5                | Upload foto |
| Sankt Mogensgade 28-30              | Forhus                      | 1750         | Sct. Mogens Gade 30B, 8800 Viborg    | 56°27′11″N 9°24′43″Ø / 56.45293°N 9.41203°Ø |                           | 791-70929-6                | Upload foto |
| Sankt Mogensgade 29                 | Forhus                      | 1727         | Sct. Mogens Gade 29A, 8800 Viborg    | 56°27′11″N 9°24′43″Ø / 56.45300°N 9.41182°Ø |                           | 791-70910-1                | Upload foto |
| Sankt Mogensgade 38                 | Forhus/sidehus              | 1890         | Sct. Mogens Gade 38A, 8800 Viborg    | 56°27′13″N 9°24′44″Ø / 56.45355°N 9.41227°Ø |                           | 791-71046-1                | Upload foto |
| Sankt Mogensgade 38                 | Forhus/sidehus              | 1890         | Sct. Mogens Gade 38C, 8800 Viborg    | 56°27′13″N 9°24′45″Ø / 56.45354°N 9.41259°Ø |                           | 791-71046-2                | Upload foto |
| Skolestræde 1                       | Hjørnehus                   | 1850         | Skolestræde 1, 8800 Viborg           | 56°26′59″N 9°24′47″Ø / 56.44985°N 9.41302°Ø |                           | 791-93090-1                | Upload foto |
| Skolestræde 2                       | Byhus                       | 1524         | Skolestræde 2, 8800 Viborg           | 56°27′00″N 9°24′48″Ø / 56.44987°N 9.41326°Ø |                           | 791-93112-2                | Upload foto |
| Stiftsmuseet, Hedeselskabet (tidl.) | Museum                      | 1867         | Hjultorvet 9, 8800 Viborg            | 56°27′00″N 9°24′30″Ø / 56.45010°N 9.40832°Ø |                           | 791-42593-1                | Upload foto |
| Stiftsprovstegården                 | Længehus                    | 1700         | Sct. Leonis Stræde 1A, 8800 Viborg   | 56°26′58″N 9°24′45″Ø / 56.44941°N 9.41250°Ø |                           | 791-63477-2                | Upload foto |
| Stiftsprovstegården                 | Længehus                    | 1500         | Sct. Leonis Stræde 1, 8800 Viborg    | 56°26′57″N 9°24′44″Ø / 56.44930°N 9.41228°Ø |                           | 791-63477-1                | Upload foto |
| Stiftsprovstegården                 | Længehus                    | 1700         | Sct. Leonis Stræde 1, 8800 Viborg    | 56°26′57″N 9°24′44″Ø / 56.44930°N 9.41228°Ø |                           | 791-63477-3                | Upload foto |
| Svaneapoteket                       | Sidehus                     | 1846         | Nytorv 3L, 8800 Viborg               | 56°27′04″N 9°24′30″Ø / 56.45113°N 9.40842°Ø |                           | 791-74754-2                | Upload foto |
| Svaneapoteket                       | Apotek                      | 1846         | Nytorv 3, 8800 Viborg                | 56°27′04″N 9°24′33″Ø / 56.45102°N 9.40913°Ø |                           | 791-74754-1                | Upload foto |
| Tangeværket                         | Elværk                      | 1918         | Bjerringbrovej 54, 8850 Bjerringbro  | 56°21′16″N 9°36′09″Ø / 56.35435°N 9.60249°Ø |                           | 791-202820-1               | Upload foto |
| Tjele                               |                             | 1535         | Hobro Landevej 90A, 8830 Tjele       | 56°30′39″N 9°36′42″Ø / 56.51088°N 9.61164°Ø |                           | 791-216843-19              | Upload foto |
| Tjele                               |                             | 1612         | Hobro Landevej 90, 8830 Tjele        | 56°30′43″N 9°36′38″Ø / 56.51203°N 9.61065°Ø |                           | 791-216843-13              | Upload foto |
| Tjele                               |                             | 1612         | Hobro Landevej 90, 8830 Tjele        | 56°30′43″N 9°36′38″Ø / 56.51203°N 9.61065°Ø |                           | 791-216843-14              | Upload foto |
| Tjele                               |                             | 1563         | Hobro Landevej 90, 8830 Tjele        | 56°30′43″N 9°36′38″Ø / 56.51203°N 9.61065°Ø |                           | 791-216843-20              | Upload foto |
| Tjele                               |                             | 1500         | Hobro Landevej 90, 8830 Tjele        | 56°30′43″N 9°36′38″Ø / 56.51203°N 9.61065°Ø |                           | 791-216843-21              | Upload foto |
| Tjele                               |                             | 1800         | Hobro Landevej 90, 8830 Tjele        | 56°30′43″N 9°36′38″Ø / 56.51203°N 9.61065°Ø |                           | 791-216843-24              | Upload foto |
| Tårupgård                           | Herregård                   | 1580         | Taarupgaard Alle 8, 8831 Løgstrup    | 56°32′25″N 9°16′39″Ø / 56.54023°N 9.27756°Ø |                           | 791-111579-3               | Upload foto |
| Tårupgård                           | Herregård                   | 1580         | Taarupgaard Alle 10, 8831 Løgstrup   | 56°32′25″N 9°16′38″Ø / 56.54040°N 9.27724°Ø |                           | 791-111579-1               | Upload foto |
| Tårupgård                           | Herregård                   | 1580         | Taarupgaard Alle 10, 8831 Løgstrup   | 56°32′25″N 9°16′38″Ø / 56.54040°N 9.27724°Ø |                           | 791-111579-2               | Upload foto |
| Ursins Gård                         | Forhus/sidehus              | 1877         | Sct. Mogens Gade 32A, 8800 Viborg    | 56°27′11″N 9°24′44″Ø / 56.45311°N 9.41209°Ø |                           | 791-70945-1                | Upload foto |
| Ursins Gård                         | Forhus/sidehus              | 1877         | Sct. Mogens Gade 32B, 8800 Viborg    | 56°27′11″N 9°24′43″Ø / 56.45304°N 9.41207°Ø |                           | 791-70945-2                | Upload foto |
| Viborg gamle Rådhus                 | Det gamle rådhus            | 1728         | Domkirkestræde 2, 8800 Viborg        | 56°27′01″N 9°24′42″Ø / 56.45039°N 9.41176°Ø |                           | 791-18919-1                | Upload foto |
| Viborg Katedralskole                | Gymnasium                   | 1926         | Gl. Skivevej 2, 8800 Viborg          | 56°27′26″N 9°24′44″Ø / 56.45734°N 9.41212°Ø |                           | 791-91012-1                | Upload foto |
| Viborg Stations remise              | Remise                      | 1902         | Banegårdspladsen 2B, 8800 Viborg     | 56°26′50″N 9°23′51″Ø / 56.44728°N 9.39757°Ø |                           | 791-175291-1               | Upload foto |
| Viborg Stations remise              | Kontorbygning               | 1902         | Banegårdspladsen 2B, 8800 Viborg     | 56°26′50″N 9°23′51″Ø / 56.44728°N 9.39757°Ø |                           | 791-175291-5               | Upload foto |
| Viborg Teater                       | Teaterbygning               | 1908         | Gravene 23A, 8800 Viborg             | 56°27′04″N 9°24′23″Ø / 56.45098°N 9.40632°Ø |                           | 791-6457-1                 | Upload foto |
| Viskum                              |                             | 1860         | Østervangsvej 28, 8830 Tjele         | 56°27′02″N 9°35′12″Ø / 56.45042°N 9.58656°Ø |                           | 791-218103-1               | Upload foto |
| Vroue Præstegård                    |                             | 1723         | Vrouevej 5, 7800 Skive               | 56°26′30″N 9°01′49″Ø / 56.44157°N 9.03027°Ø |                           | 791-207699-1               | Upload foto |